# Scala Medvedev-Sponheuer-Karnik
La scala Medvedev-Sponheuer-Karnik, nota anche come MSK o MSK-64, è una scala di intensità macrosismica usata per valutare l'intensità delle scosse sulla base degli effetti osservati in un'area dove si verifica il terremoto.
La scala fu per la prima volta proposta nel 1964 dal geologo sovietico Sergei Medvedev, dal tedesco della Germania dell'Est Wilhelm Sponheuer, e dal cecoslovacco Vít Kárník. Essa era basata sulle esperienze disponibili nei primi anni '60 dall'applicazione della scala d'intensità Mercalli modificata e la versione del 1953 della scala Scala Medvedev, nota anche come scala GEOFIAN.
Con minori modifiche dalla metà degli anni '70 agli inizi degli anni '80, la scala MSK divenne ampiamente usata in Europa e nell'URSS. Agli inizi degli anni '90, la Commissione sismologica europea (ESC) usò molti dei principi formulati nella MSK per lo sviluppo della scala macrosismica europea, che è diventata ora de facto  standard per la valutazione dell'intensità sismica nelle nazioni europee. La MSK-64 è ancora usata in India, Israele, Russia, e da un capo all'altro della Comunità degli Stati Indipendenti.
La scala Medvedev-Sponheuer-Karnik è piuttosto simile alla scala Mercalli modificata (MM) usata negli Stati Uniti. La scala MSK ha 12 gradi di intensità espressi in numeri romani (per impedire l'uso dei decimali):
| I. Non percepibile            | Non avvertito, registrato solo dai sismografi. Nessuno effetto sugli oggetti. Nessun danno alle costruzioni. |
| II. Difficilmente percepibile | Avvertito solo da individui a riposo. Nessuno effetto sugli oggetti. Nessun danno agli edifici. |
| III. Debole                   | Avvertito in casa da pochi. Gli oggetti appesi vacillano leggermente. Nessun danno agli edifici. |
| IV. Ampiamente osservato      | Sentito in casa da molti e fuori casa solo da pochi. Poca gente viene svegliata. Vibrazione moderata. Osservatori sentono un leggero tremore o oscillazioni degli edifici, stanza, letto, sedia, ecc. Porcellana, oggetti di vetro, finestre e porte sono scossi. Gli oggetti appesi oscillano. Arredi leggeri sono visibilmente scossi in pochi casi. Nessun danno agli edifici. |
| V. Abbastanza forte           | Avvertito in casa da molti, fuori casa da pochi. Poche persone sono spaventate e corrono fuori. Molti sono svegliati. Gli osservatori avvertono una forte scossa o sentono vacillare l'intero edificio, stanza o arredi. Gli oggetti appesi vacillano notevolmente. Porcellane e oggetti in vetro tintinnano. Porte e finestre si aprono e chiudono. In pochi casi i vetri delle finestre si rompono. I liquidi oscillano e possono fuoriuscire dai contenitori pieni. Gli animali domestici possono diventare agitati. Leggeri danni a pochi edifici malamente costruiti. |
| VI. Forte                     | Avvertito da molti in casa e da molti fuori casa. Alcune persone perdono il loro equilibrio. Molte persone sono spaventate e corrono fuori. Piccoli oggetti possono cadere e gli arredi possono essere spostati. Piatti e oggetti in vetro possono rompersi. Gli animali da fattoria possono spaventarsi. Visibili danni nelle strutture in muratura, crepe nell'intonaco. Crepe isolate sul suolo. |
| VII. Molto forte              | La maggior parte della gente è spaventata e cerca di correre fuori. Gli arredi sono spostati e possono rovesciarsi. Oggetti cadono dagli scaffali. L'acqua schizza dai contenitori. Gravi danni agli edifici vecchi, i comignoli collassano. Piccole frane. |
| VIII. Dannoso                 | Molte persone trovano difficoltà a rimanere in piedi, anche fuori casa. Gli arredi possono essere rovesciati. Ondulazioni possono essere viste su un terreno molto soffice. Le strutture più vecchie collassano parzialmente o subiscono danni considerevoli. Ampie crepe e fessure si aprono, cadono massi. |
| IX. Distruttivo               | Panico generale. Le persone possono essere scaraventate a terra. Ondulazioni vengono notate su terreni soffici. Le strutture scadenti collassano. Danni notevoli alle strutture ben costruite. Si rompono le condutture del sottosuolo. Fratturazione del suolo e frane diffuse. |
| X. Devastante                 | I muri degli edifici sono distrutti, le infrastrutture rovinate. Frane imponenti. Le masse d'acqua possono rompere gli argini, causando l'inondazione delle zone circostanti con formazione di nuovi bacini d'acqua. |
| XI. Catastrofico              | La maggior parte di edifici e strutture collassano. Vasti sconvolgimenti del terreno, maremoto. |
| XII. Molto catastrofico       | Tutte le strutture presenti in superficie e nel sottosuolo vengono completamente distrutte. Il paesaggio muta completamente, i fiumi cambiano il loro corso, maremoto. |